# 马拉戈日
马拉戈日是巴西阿拉戈斯州的一个市镇。总面积333.73平方公里，总人口26979人，人口密度80.8人/平方公里。